# 德博爾賈 (蒙大拿州)
德博爾賈（英語：De Borgia）是位於美國蒙大拿州米納勒爾縣的普查規定居民點。

## 歷史
德博爾賈的郵局自1900年營運至今。

## 人口
根據2020年美國人口普查的數據，德博爾賈的面積為7.09平方千米，皆為陸地。當地共有人口91人，而人口密度為每平方千米12.83人。